# San Marcos, Cintalapa
San Marcos är en ort i Mexiko.   Den ligger i kommunen Cintalapa och delstaten Chiapas, i den sydöstra delen av landet, 600 km sydost om huvudstaden Mexico City. San Marcos ligger 667 meter över havet och antalet invånare är 165.
Terrängen runt San Marcos är kuperad söderut, men norrut är den platt. Terrängen runt San Marcos sluttar norrut. Runt San Marcos är det ganska glesbefolkat, med 30 invånare per kvadratkilometer. Närmaste större samhälle är Lázaro Cárdenas, 12,5 km nordost om San Marcos. I omgivningarna runt San Marcos växer huvudsakligen savannskog.